# Gamma-eiland
Gamma-eiland is een van de Melchioreilanden in de Palmerarchipel ten westen van het Antarctisch Schiereiland. Het eiland bevindt zich in de Dallmannbaai aan de zuidwestelijke kant van de Melchioreilanden. 

## Geschiedenis
Het eiland werd ontdekt en globaal in kaart gebracht door de Franse Antarctische expeditie van 1903-1905 onder leiding van Jean-Baptiste Charcot. Het eiland werd Île Gouts genoemd, maar deze naam is niet in gebruik gebleven. Wetenschappers van de Britse Discovery Investigations brachten het eiland in 1927 verder in kaart en noemden het Gamma-eiland, naar gamma, de derde letter van het Griekse alfabet. Het eiland werd bezocht door Argentijnse expedities in 1942, 1943 en 1948.
Door de Argentijnse marine werd in 1948 een onderzoeksstation ("observatorio") opgericht op de locatie van het huidige onderzoeksstation Melchior. In Argentinië wordt het eiland Isla Observatorio genoemd.